# 생명과학산업환경학교

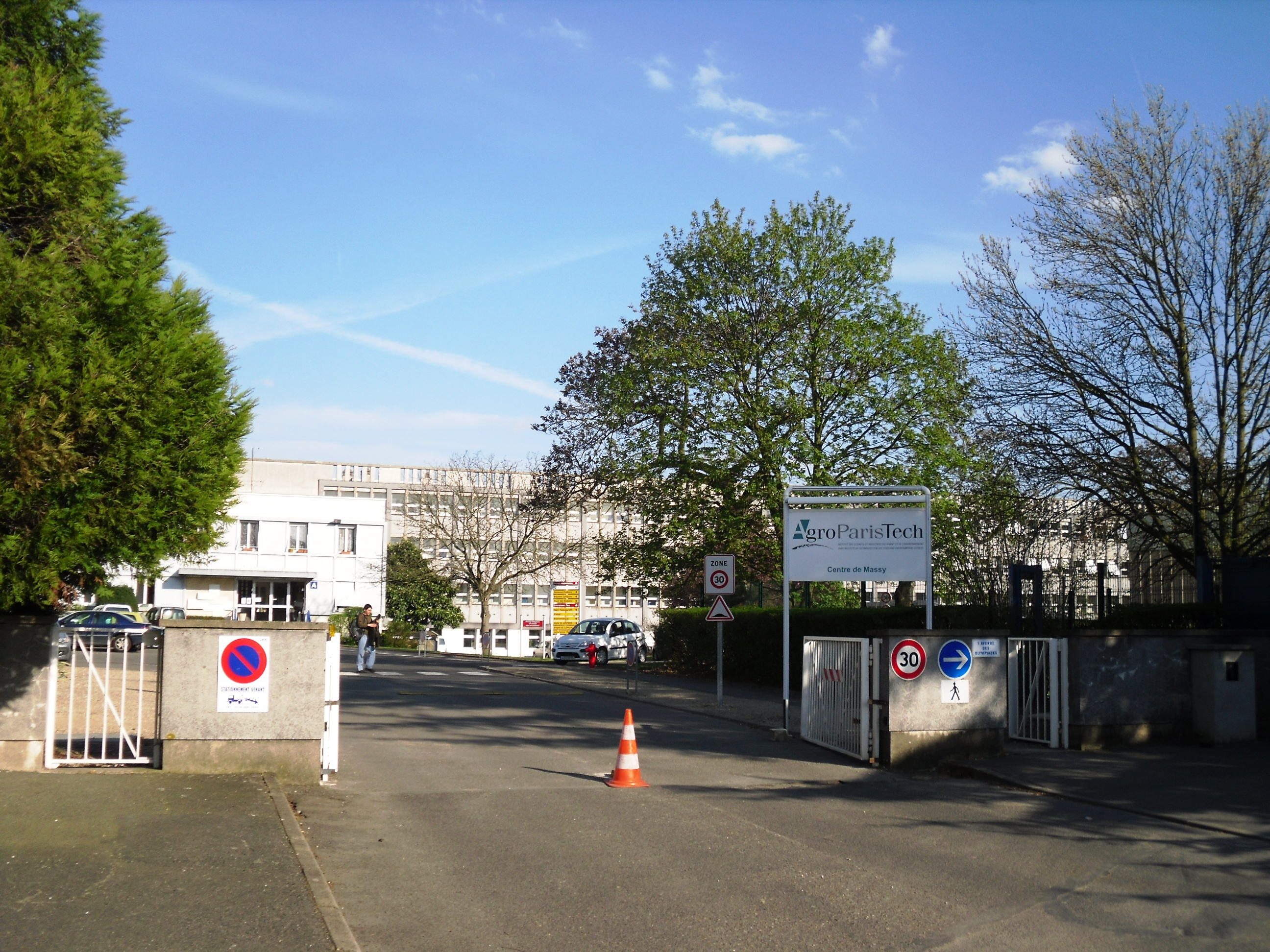

아그로파리테크(AgroParisTech)는 프랑스 농업계열 그랑제콜(엘리트 교육기관)이다. 생명과 식품 그리고 환경과학 분야에서 프랑스 최고의 권위를 인정받고 있다.
또한 아그로파리테크는 현재 2,000여 명의 재학생과 230명의 교수, 300명의 연구원, 450여 명의 박사과정생으로 구성되어 있으며, 8개의 캠퍼스 중 4곳은 파리시에 있고 나머지 4곳은 파리의 근교에 자리 잡고 있다.
대학 위의 대학으로 불리는 그랑제꼴은 프랑스 대학입학 시험에서 전국 상위 4% 이내의 우수한 학생들을 대상으로 2년 동안의 특수 교육과 마지막 시험을 통과해야만 선발되는 고등교육연구기관이다.